# Luis Enrique Osorio
Luis Enrique Osorio Morales (Bogotá 27 de marzo de 1896 - 22 de agosto de 1966 en la misma ciudad), fue un educador, sociólogo, comediógrafo, novelista, músico y poeta. 
En 1922 fundó las revistas La Novela Semanal y El Cuento Semanal, lo mismo que la Compañía Dramática Nacional, Escuela de Arte Dramático, Compañía Bogotana de Comedias, La Escala y Alianza Unionista de la Gran Colombia, en compañía de Rómulo Betancourt construyó El teatro de la Comedia.
Comediógrafo notabilísimo y fecundo que entregó su vida al cultivo del drama nacional; su obra es humorística y satírica; las costumbres y la política de su época pasan, con los anteriores caracteres, por su trama. Es, en realidad, uno de los fundadores del teatro Colombiano, y fue protagonista de una novela muy importante en esa época.

## Obras

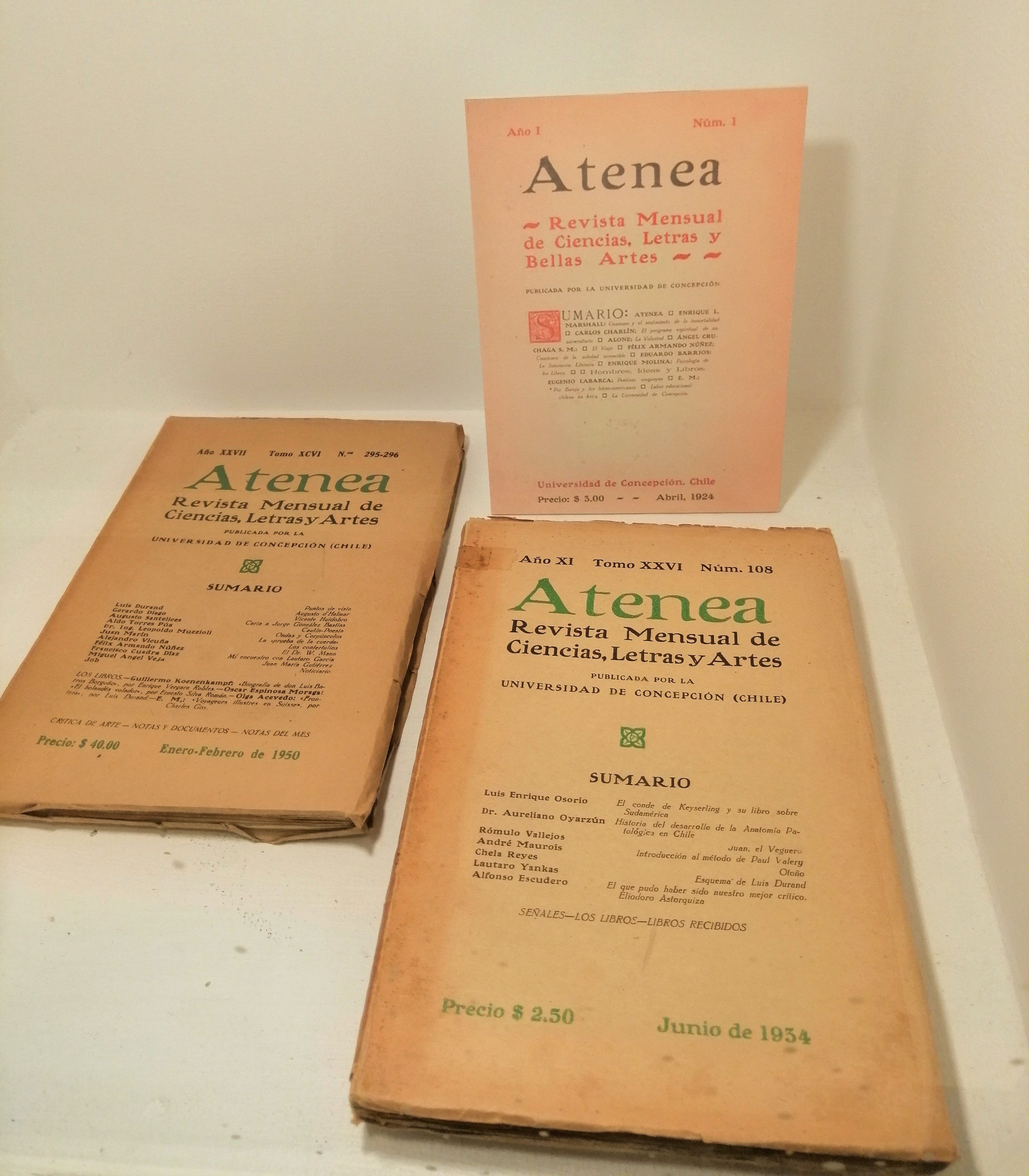
Publicación de Luis Enrique Osorio en el número 108 de la revista Atenea (1934).

ComediasEl Rajá de Pasturacha, Flor Tardía, La Familia Política, El Zar de Precios, Los Celos del Fantasma, El Beso del Muerto, Las Raposas, El Iluminado, La Imperfecta Casada, Lo que el Diablo se llevó, Ahí sos Camisón Rosao, Al Son que me toquen Bailo, El Doctor Manzanillo, Toque de Queda, Nudo Ciego, La Ruta Inmortal, Los Espíritus andan sueltos, Tragedia Íntima, Adentro los de Corrosca, El Loco de Moda, Que tu Esposa no lo sepa, Sí, mi Teniente, El Hombre que hacía soñar, Pájaros Grises, La Culpable, El Rancho ardiendo, Al Amor de los Escombros, Sed de Justicia, Entre Cómicos te has de ver, Nube de Abril, Préstame tu Marido, Bombas a Domicilio, La Sombra, Paro Femenino, Manzanillo en el Poder, El Cantar de la Tierra, Aspasia, Cortesana de Mileto, Se fuga una Mujer, La Ciudad Alegre y Coreográfica, Les Createurs, estrenada en París, y Café Amargo .
NovelasLa Mágica Ciudad del Cine, Un Romance de Viaje, La Bendición, La Mujer Blanca, Una Mujer de Honor, Paso a la Reina, Lo que agradece una Mujer, Los que jugaban al Amor, Malos Ojos, Sueños Fugaces, Lo que brilla, Primer Amor, La Tragedia de Broadway, El Cementerio de los Vivos, El Centavo Milagroso y ¿Quién mató a Diós?
Libros de versosRomances y Entrevistas y Poesías.
OtrosVisión de América, Teatro, cuatro tomos; El Salario Familiar, Geografía Económica y Social de Colombia, El Universo en las Manos del Niño, Democracia en Venezuela, Causas de la Historia, América, Las Culturas Mediterráneas, Caldas, Llega la Era Interplanetaria, Cuentos de Mujeres y El Criterio Histórico, dos tomos.

## Familia
Fue el padre de Salomé Marín.